# Under the Bridge (chanson)
Vous lisez un « bon article » labellisé en 2013.
Pour les articles homonymes, voir Under the Bridge.
Singles de Red Hot Chili Peppers
Give It Away
(1992) Breaking the Girl
(1992)
Under the Bridge est une chanson du groupe de rock américain Red Hot Chili Peppers extraite de leur cinquième album studio Blood Sugar Sex Magik et sortie en single le 10 mars 1992. Le parolier Anthony Kiedis écrit l'intégralité des textes de la chanson, qui traite de son sentiment de solitude par rapport aux autres membres du groupe, de son amour pour la ville de Los Angeles et des conséquences des stupéfiants sur sa vie.
Initialement, Anthony Kiedis ne souhaite pas que Under the Bridge figure au répertoire des Red Hot Chili Peppers, mais Rick Rubin, le producteur du groupe, finit par le convaincre du contraire. Le reste du groupe, constitué de John Frusciante (guitare), Chad Smith (batterie) et Flea (basse), compose la musique de la chanson, qui mêle des influences rock alternatif et pop rock. Celle-ci remporte un immense succès auprès des critiques et du public, se hissant à la deuxième place du Billboard et étant certifiée disque de platine par la Recording Industry Association of America.
À sa sortie, Under the Bridge est accompagnée d'un clip vidéo réalisé par Gus Van Sant, diffusé régulièrement sur les chaînes de télévision américaines. La chanson contribue à l'explosion de la popularité des Red Hot Chili Peppers sur la scène internationale, ce qui entraîne par la suite le départ du guitariste John Frusciante. Le morceau devient une source d'inspiration pour de nombreux artistes et demeure une référence du rock alternatif des années 1990.

## Genèse

### Contexte

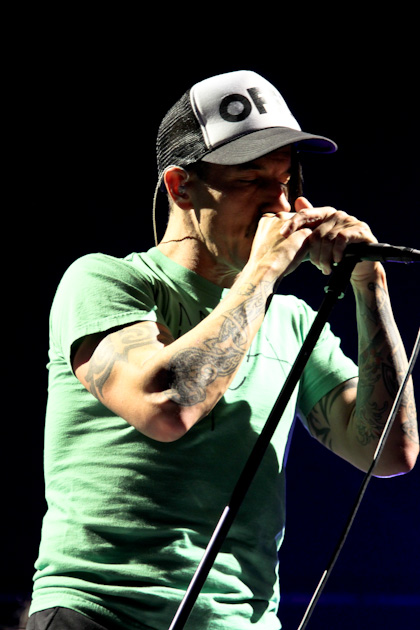
Anthony Kiedis a écrit l'intégralité des paroles de Under the Bridge.

En 1988, le guitariste des Red Hot Chili Peppers, Hillel Slovak, meurt d'une overdose d'héroïne. À la suite du drame, le batteur Jack Irons fait une dépression et quitte le groupe. Anthony Kiedis et Flea, qui décident de poursuivre les projets du groupe, recrutent Blackbyrd McKnight à la guitare et D. H. Peligro à la batterie. Mais ces derniers ne s'entendent pas musicalement avec les deux membres fondateurs et sont respectivement remplacés par John Frusciante et Chad Smith,. Le quatuor enregistre l'album Mother's Milk en 1989, qui remporte un franc succès commercial mais qui recueille des critiques mitigées, restant toutefois considéré comme un « album pivot » des Red Hot Chili Peppers.
Alors que leur contrat avec EMI Group touche à sa fin, le groupe est en quête d'un nouveau label pour l’enregistrement de son prochain album et négocie ainsi durant plusieurs mois avec Sony Music Entertainment. Mo Ostin, producteur pour le label Warner Bros. Records, appelle Kiedis afin de le féliciter du partenariat avec un label concurrent. Dès lors, Kiedis décide de rompre le contrat avec Sony BMG en faveur de Warner Bros. Records,. Il déclare : « la personne la plus sympathique que nous avons rencontrée durant toutes ces négociations m'a encouragé à enregistrer un bon album avec un label rival. C'est avec ce genre de personne que je voudrais travailler ». Par ailleurs, les Red Hot Chili Peppers cessent leur collaboration avec le producteur Michael Beinhorn et lui préfèrent Rick Rubin. Dans un premier temps, Kiedis pense que le travail de Rubin n'est pas en cohésion avec celui du groupe, mais il change d'avis lorsqu'il constate que le producteur est ouvert à leur style musical.

### Enregistrement
En 1991, Rick Rubin demande aux Red Hot Chili Peppers d'enregistrer leur nouvel album dans un manoir situé à Laurel Canyon, sur les hauteurs de Los Angeles. Les sessions d'enregistrement commencent en mai de la même année, et Rubin rend régulièrement visite à Kiedis avant que celles-ci ne débutent, afin de passer en revue la liste des chansons. Rubin trouve un poème écrit par Kiedis intitulé Under the Bridge et lui suggère de le montrer au reste du groupe. Rubin déclare au chanteur : « je pensais que c'était magnifique et j'ai dit que nous devions le faire ». Kiedis reste dubitatif et pense que le poème ne correspond pas au style musical des Red Hot Chili Peppers en raison de ses textes émotionnels.
Néanmoins, il accepte de le chanter devant les autres membres du groupe ; ceux-ci commencent à trouver un rythme et quelques accords de guitare à la chanson. Frusciante choisit ses accords de guitare en étant guidé par l'émotion et le sentiment de tristesse procurés par les paroles. Durant plusieurs jours, le chanteur et le guitariste travaillent sur le morceau ; Flea et Chad Smith ajoutent par la suite leur contribution. Under the Bridge devient alors l'un des premiers morceaux que le groupe termine d'écrire et de composer avant l'enregistrement de Blood Sugar Sex Magik. La chanson est enregistrée au manoir de Laurel Canyon en mai 1991. Rick Rubin pense alors que l'outro doit être interprétée par plusieurs chanteurs. John Frusciante invite ainsi sa mère, ainsi que ses amis qui forment une chorale, à l'enregistrer.

## Caractéristiques artistiques

### Analyse des paroles

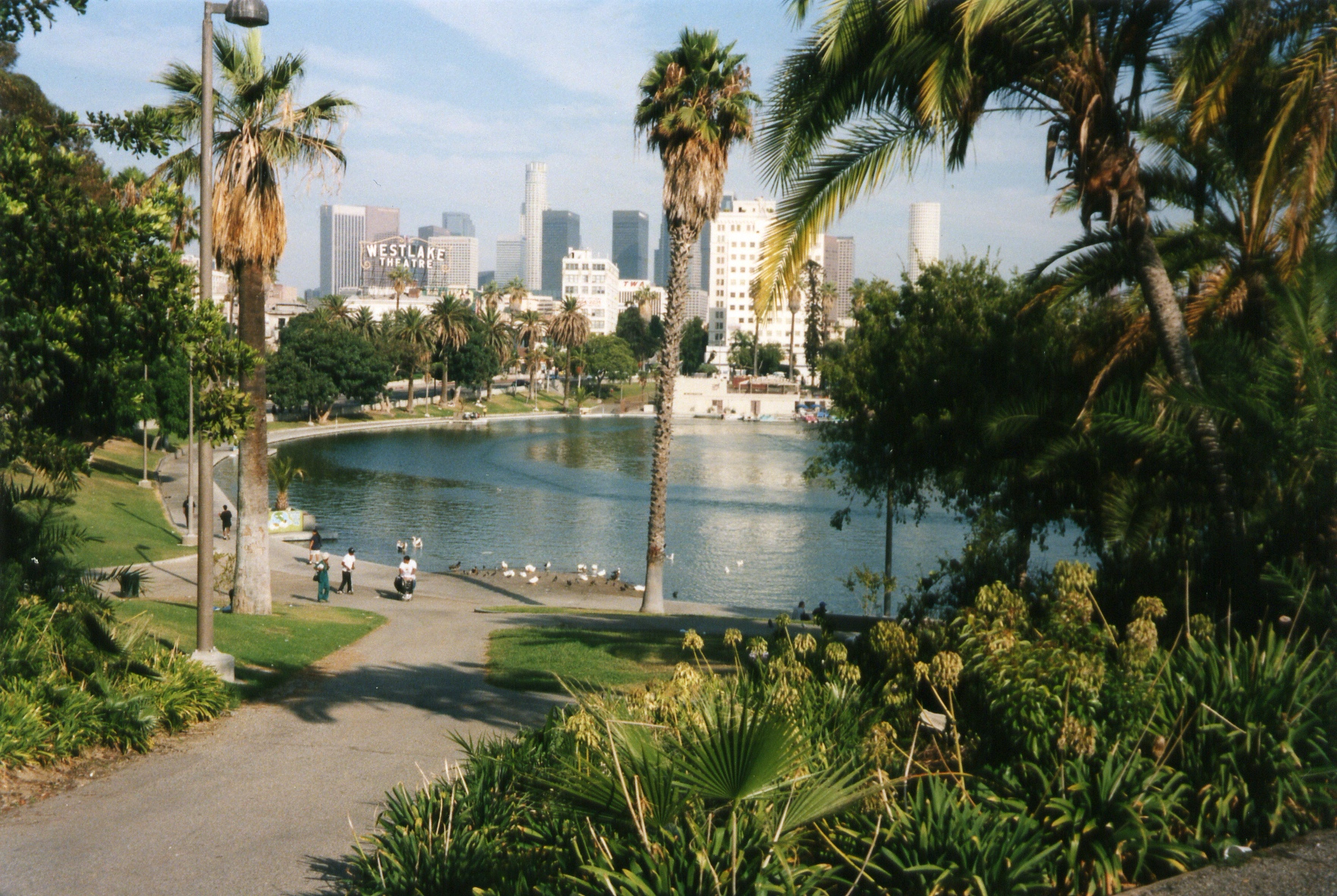
Le célèbre pont dont fait allusion Anthony Kiedis se situe au MacArthur Park de Los Angeles.

Anthony Kiedis écrit les paroles de Under the Bridge au cours d'une période difficile de sa vie. Alors qu'il ne consomme plus de drogues depuis la fin des années 1980, il constate que John Frusciante et Flea prennent de la marijuana, ce qui crée une distance entre eux. En avril 1991, en revenant d'une session d'enregistrement, il repense à son addiction à l'héroïne et à la cocaïne, ainsi qu'à sa relation avec son ex-petite amie Ione Skye. Ces souvenirs le laissent dans une détresse émotionnelle et il déclare : « la solitude que je ressentais a fait ressurgir en moi des souvenirs avec Ione […] cette magnifique femme, cet ange qui me donnait tout son amour, et au lieu de profiter de ça, je prenais des speedballs avec des gangsters, sous un pont »,. Il ajoute que lorsqu'il se trouvait sur l'autoroute à Hollywood, « la chanson entière est entrée dans [sa] tête » et qu'il l'a écrite « après être rentré chez lui ».
Kiedis pense que dans sa solitude, la ville de Los Angeles est sa « seule compagne ». Il explique : « je ressentais un inexplicable lien entre moi et ma ville. J'ai passé tellement de temps à réfléchir dans les rues de Los Angeles, j'ai effectué des randonnées sur Hollywood Hills, et j'ai senti comme une présence inhumaine, peut-être l'esprit des collines de la ville, […] qui veillait sur moi »,. Ainsi, les références à la ville sont présentes dans tous les couplets et refrains du morceau,. Malgré son ressenti négatif, Kiedis avoue qu'il préfère le moment de sa vie où il écrit la chanson et qu'il n'y a pas de comparaison avec la période de sa vie antérieure, ponctuée par ses addictions. Il déclare : « peu importe combien j'étais triste ou seul, tout était mille fois mieux qu'il y a deux ans, lorsque je me droguais tout le temps. Il n'y a pas de comparaison possible ». Bien que l'ensemble des paroles soient inspirées d'une période sombre de la vie du chanteur, celui-ci ajoute une référence positive à chaque refrain du morceau, faisant allusion à ses amis et sa famille,,.

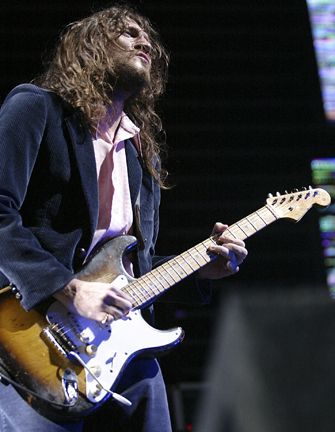
John Frusciante a invité la chorale de sa mère pour interpréter les chœurs de la fin de la chanson.

Under the Bridge aborde également le thème de la consommation de drogue et l'impact négatif de celle-ci sur la vie du chanteur. Kiedis illustre ses efforts pour infiltrer un territoire de gang, situé sous un pont, pour s’approvisionner en drogues en se faisant passer pour le petit ami d'une des femmes du gang. Bien qu'ayant réussi à acheter de la drogue, Kiedis ressent un sentiment de honte face à son comportement, qu'il exprime dans le morceau. Il refuse toutefois de révéler l'emplacement du pont abordé dans la chanson. En 2012, ce dernier est finalement localisé ; il est situé au MacArthur Park de Los Angeles.

### Description musicale
La musique de Under the Bridge est composée par chaque membre du groupe : John Frusciante (guitare), Flea (basse) et Chad Smith (batterie). Celle-ci mélange des influences de rock alternatif et de pop rock avec un style power ballad,. D'habitude orienté vers un chant rapide, Kiedis passe à un style moins mélodique, aux consonances hip-hop,. Le morceau commence avec une introduction lente jouée par Frusciante, inspirée de la chanson Andy Warhol de David Bowie (1971). Le guitariste s'inspire également de Marc Bolan, musicien au sein du groupe T-Rex.
Alors que Kiedis commence à chanter, le jeu de guitare devient plus rapide pendant le premier couplet. À la fin de celui-ci, Frusciante s'arrête de jouer et un court silence, rompu par la batterie de Chad Smith, marque la transition vers le deuxième couplet. Le batteur utilise seulement sa charleston et sa caisse claire, avant de faire usage de la grosse caisse lorsque le premier refrain débute. La basse de Flea fait son apparition simultanément. Le troisième couplet adopte le même rythme que le premier et comprend la guitare, la batterie et la basse. Lorsque le deuxième refrain se termine, le morceau marque une nouvelle transition : Chad Smith effectue un break sur sa batterie avant d'utiliser sa cymbale ride et sa caisse claire, et la ligne de basse de Flea compte davantage de notes. Le chœur final se met en place, chantant « Under the Bridge dowtown » et Kiedis répondant à chaque phrase. Alors que le chant et la batterie se terminent, Under the Bridge se clôt par le jeu simultané de la guitare de Frusciante et de la basse de Flea.

### Personnel
| Red Hot Chili Peppers - Anthony Kiedis - chant - John Frusciante - guitare - Flea - basse - Chad Smith - batterie Musiciens supplémentaires - Gail Frusciante - chœurs | Équipe de production - Rick Rubin - producteur - Brendan O'Brien - claviers, ingénieur du son - Chris Holmes - mixage - Peter Weiss - mastering, |

## Parution et accueil

### Sortie
Le premier single extrait de Blood Sugar Sex Magik est Give It Away, sorti en septembre 1991. Il atteint la première place au Billboard dans la catégorie Alternative Songs. Le label Warner Bros. Records organise alors un concert dans le but de déterminer quel sera le second single de Blood Sugar Sex Magik.
Lorsque John Frusciante entame les premiers accords de Under the Bridge, Anthony Kiedis oublie la première réplique du morceau. Dans un premier temps, le chanteur est embarrassé et s'excuse auprès des membres du label, mais ces derniers ont constaté que l'ensemble du public a repris simultanément les paroles de la chanson. Ils choisissent alors Under the Bridge comme second single de Blood Sugar Sex Magik. Le single sort le 10 mars 1992 sous plusieurs formats : disque compact, mais également en vinyle 7" et 12",. Dans la version américaine de 1992, la face B comprend les titres Soul to Squeeze, Sikamikanico et Search and Destroy. Une édition limitée paraît en 1994 au Royaume-Uni, et comprend quatre morceaux, dont Suck My Kiss en live, ainsi que trois photographies imprimées.

### Clip vidéo
Under the Bridge est accompagné d'un clip vidéo, réalisé par Gus Van Sant, qui a également photographié le groupe durant leur séjour à Laurel Canyon entre mai et juin 1991. Van Sant supervise également la direction artistique sur Blood Sugar Sex Magik. Le réalisateur connaît déjà Flea pour son rôle dans le film My Own Private Idaho. Les membres du groupe sont ainsi enchantés lorsqu'ils apprennent que Van Sant dirige le clip pour Under the Bridge.

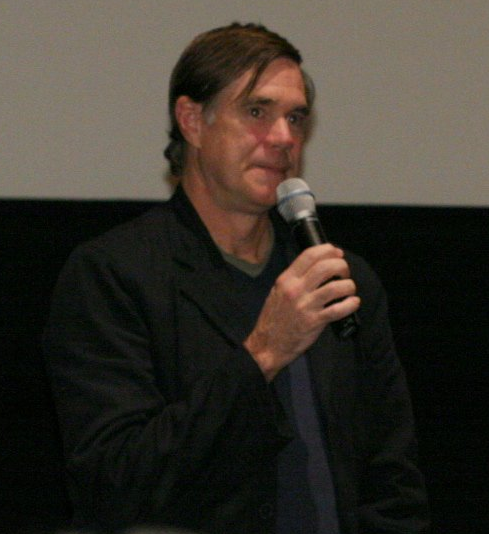
Gus Van Sant réalise le clip vidéo de Under the Bridge.

Le clip est tourné dans les rues de Los Angeles et en studio. Il débute avec John Frusciante, en position debout sur un petit piédestal, vêtu d'un bonnet et de vêtements colorés. Le mélange des couleurs est une idée de la petite amie de Frusciante, approuvée par le réalisateur. Le guitariste joue ses premiers accords sur une guitare Fender Jaguar, sur un arrière-plan représentant le désert et un ciel nuageux. Son ombre est projetée sur les deux côtés du décor. Le clip marque un changement de comportement de Frusciante face à la caméra, le guitariste ne souhaitant plus sauter comme il le fait dans les clips précédents du groupe,.
Anthony Kiedis commence à chanter alors que son image se trouve sur un fond bleu fluorescent orné de nuages et d'étoiles. Lorsque la basse et la batterie font leur apparition, Flea est superposé à l'image de Kiedis. La superposition répétée des plans est une idée de Gus Van Sant. Les scènes en studio sont entrecoupées par des séquences tournées dans les rues de Los Angeles, où Kiedis marche en chantant et interagit avec plusieurs personnes. En effet, le chanteur souhaite procurer des émotions aux spectateurs du clip, et pense que les scènes en studio ne suffisent pas. Kiedis est ensuite filmé en train de courir vers le fleuve Los Angeles en ralenti, et l'arrière-plan illustre une bombe nucléaire explosant. Le clip se termine par plusieurs images superposées des membres du groupe, puis par le jeu de guitare de John Frusciante sur le même décor qu'au début du film.
En 1992, la chaîne américaine Music Television diffuse régulièrement le clip. La même année, les Red Hot Chili Peppers sont nommés aux MTV Video Music Awards dans les catégories « meilleure vidéo », « meilleur nouvel artiste », « meilleure réalisation », « meilleure vidéo révolutionnaire » et « choix des téléspectateurs »,, et remportent, pour leur clip de Under the Bridge, les récompenses de la « meilleure vidéo révolutionnaire » et du « choix des téléspectateurs ».

### Succès et accueil critique
En 1992, Under the Bridge reste vingt-six semaines consécutives au Billboard Hot 100 et atteint la deuxième place. La chanson est certifiée disque de platine par la Recording Industry Association of America, ce qui correspond à plus d'un million de singles vendus,. Elle est également disque d'or aux Pays-Bas. À sa sortie, Under the Bridge reçoit des critiques unanimement positives. Tom Moon, du magazine Rolling Stone, déclare que « la chanson révèle de nouvelles dimensions. Le rythme attise une curiosité grandissante à propos de la texture studio. ». David Fricke, issu du même magazine, pense pour sa part que « Under the Bridge est une ballade pensive singulière », ajoutant que « la chanson a propulsé le groupe dans le Top 10. ». Philipp Booth, du Tampa Tribune, admet que « le single est onduleux et omniprésent » dans le genre musical du rock alternatif, mais aussi au sein de la musique pop.
De même, Ben DiPietro, journaliste au Richmond Times-Dispatch est agréablement surpris du changement dans les genres genres musicaux par rapport à Mother's Milk. « Il y a toujours plusieurs chansons funk soniques […] mais les meilleures pistes restent celles qui sont plus lentes comme Under the Bridge. ». Amy Hanson, du site web AllMusic, note que « la chanson fait partie intégrante du paysage du rock alternatif des années 1990 et demeure un des purs diamants qui brille parmi les riches abîmes funk qui dominent l’œuvre des Red Hot Chili Peppers. ».
De plus, le single apparaît dans de nombreux classements de magazines. En 2002, le magazine Kerrang! intègre Under the Bridge à la sixième place de son classement 100 Greatest Singles of all time. La même année, Q positionne la chanson à la 180e place de son 1001 Greatest Songs of All Time. De même, l'hebdomadaire Life inclut Under the Bridge dans sa compilation 40 Years of Rock & Roll, 5 Songs Per Year 1952–1991. Le magazine musical Rolling Stone et la chaîne MTV publient un classement des 100 Greatest Pop Songs Since The Beatles et Under the Bridge se classe 44e. Enfin, le même magazine positionne la chanson 98e de son classement des 100 Greatest Guitar Songs of All Time.

### Classements et certification
| Classement                                   | Meilleure position |
| -------------------------------------------- | ------------------ |
| États-Unis (Hot 100)                         | 2                  |
| États-Unis (Alternative Songs)               | 6                  |
| États-Unis (U.S. Hot Mainstream Rock Tracks) | 2                  |
| Royaume-Uni (UK Singles Chart)               | 13                 |
| Australie (ARIA)                             | 1                  |
| France (SNEP)                                | 136                |
| Irlande (IRMA)                               | 20                 |
| Pays-Bas (Single Top 100)                    | 1                  |
| Nouvelle-Zélande (RMNZ)                      | 2                  |
| Norvège (VG-lista)                           | 10                 |

| Pays       | Compagnie | Certification |
| ---------- | --------- | ------------- |
| États-Unis | RIAA      | Platine       |
| Pays-Bas   | NVPI      | Or            |

## Postérité

### Interprétations en concert

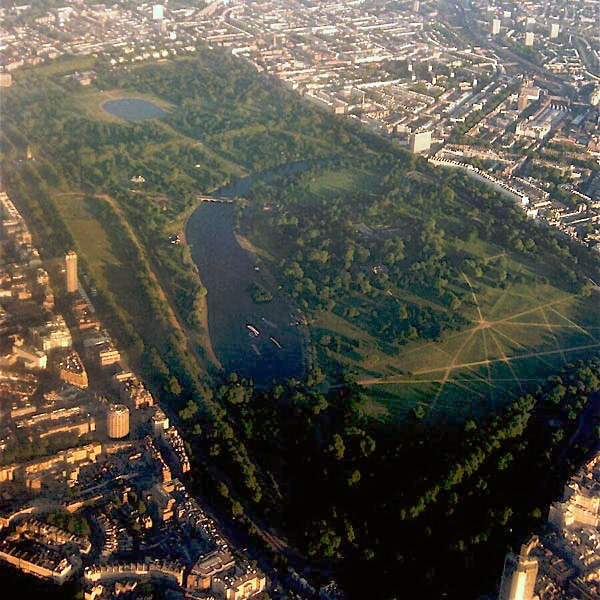
Le groupe a interprété Under the Bridge à Hyde Park devant 250000 personnes.

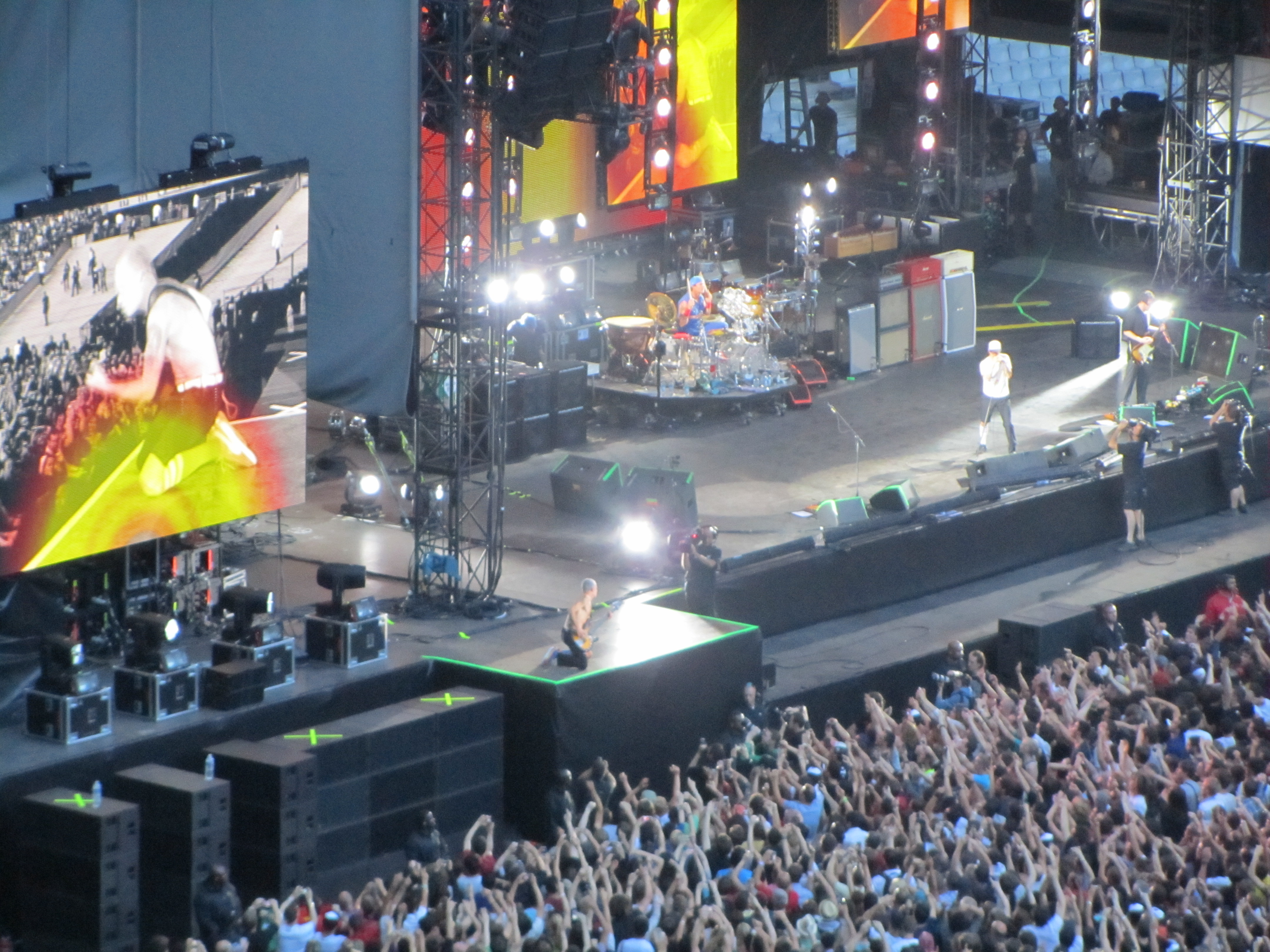
Le groupe en concert au Stade de France le 30 juin 2012.

Depuis sa sortie, Under the Bridge est devenue une référence dans le répertoire des Red Hot Chili Peppers. Le groupe juge ainsi indispensable que la chanson soit jouée à chaque concert. À l'inverse de nombreux autres titres du groupe, Under the Bridge est interprétée de manière fidèle à la version studio de Blood Sugar Sex Magik. Toutefois, Anthony Kiedis est régulièrement confronté à un problème d'interprétation des notes les plus aiguës,,. Par ailleurs, le chanteur oublie parfois certaines paroles ou les réarrange.
À sa sortie en 1992, la chanson figure pratiquement à tous les concerts prévus du groupe. L'ensemble de la formation, dont John Frusciante, subit une grande pression médiatique due au succès de Blood Sugar Sex Magik. Ce dernier ne la supporte pas et sombre dans la dépendance à l'héroïne. Dès lors, ses prestations scéniques en pâtissent, y compris sur le morceau Under the Bridge, où il modifie régulièrement ses introductions, sous l'influence de la drogue. Le fait le plus marquant est la représentation au Saturday Night Live du 22 février 1992, deux semaines avant la sortie du single. Le guitariste, sous l'emprise de la drogue, commence le morceau d'une manière complètement différente à la version habituelle. De plus, lors des chœurs finaux, il hurle dans son micro des paroles incompréhensibles au lieu des traditionnelles « Under the bridge downtown ». Le groupe considère cette performance comme un échec, mais paradoxalement, les ventes de l'album continuent d'augmenter. John Frusciante, terrorisé par la pression médiatique, quitte la formation en mai 1992 et la réintègre en 1998 après six années de toxicomanie.
Anthony Kiedis avoue par la suite avoir eu une certaine lassitude à interpréter le morceau. Toutefois, depuis les années 2000, le chanteur précise avoir eu un regain d’intérêt et déclare avoir « redécouvert » la chanson. John Frusciante pense que la « flexibilité » de Under the Bridge a contribué à son succès. Il ajoute : « un des ingrédients d'un hit est sa longévité, vous pouvez l'écouter et le réécouter, cela procure toujours de nouvelles choses ». Flea, pour sa part, explique le succès plus récent du titre par le retour de John Frusciante en 1999, pensant que le quatuor d'origine est vital pour l'interprétation de la chanson,.
Le retour du guitariste est caractérisé par un autre fait marquant, en 1999, lorsque le groupe doit interpréter le single au Woodstock 1999, devant 200 000 personnes. Le public, désordonné, provoque un feu avec les nombreuses bougies utilisées durant la chanson. Le feu se propage et finit par détruire une tourelle d’enceintes et quatre camions,. Par ailleurs, un homme de quarante-quatre ans meurt d'une crise cardiaque pendant le concert, et la police locale enregistre quatre plaintes pour viol ainsi que six blessés graves,. En 2001, Under the Bridge figure sur le DVD Off the Map, qui regroupe une série de concerts enregistrés en Amérique du Nord.
En 2003, le groupe se produit au Slane concert, jouant le morceau devant 80 000 personnes et enregistre le DVD Live at Slane Castle. De même, en 2004, Under the Bridge est interprétée à l'occasion du premier album live du groupe, Live in Hyde Park. Depuis le départ de John Frusciante, Under the Bridge continue de figurer dans la liste des titres joués en tournée. Josh Klinghoffer, le guitariste remplaçant, adopte un style de jeu similaire à ce dernier.

### Influences et reprises
Under the Bridge a été reprise par plusieurs groupes depuis sa sortie en 1992. Le single est dans un premier temps interprété par le groupe a cappella The Flying Pickets sur leur album The Original Flying Pickets : Volume 1, en 1994. En 1995, Tony Hadley fait de même pour son album Obsession. Le musicien de jazz Frank Bennett choisit lui aussi de reprendre la chanson sur son album Five O'Clock Shadow de 1996. Dans un autre genre musical, le rappeur Mos Def utilise le premier couplet pour son titre Brooklyn, tiré de son album de 1999 Black on Both Sides. Il en modifie toutefois les paroles, en remplaçant l'allusion à la ville de Los Angeles par celle de Brooklyn.
Le groupe de hip-hop alternatif Gym Class Heroes fait également une reprise de Under the Bridge en 2006 pour la tournée Punk Goes 90's, qui compile des chansons populaires de rock des années 1990. Le groupe joue par ailleurs Under the Bridge durant sa propre tournée ; le chanteur Travie McCoy caractérisant le morceau comme « éternel ». Le groupe All Saints sort également une version hip-hop du single des Red Hot Chili Peppers, mais choisit de supprimer le dernier refrain, qui aborde le thème de la consommation de drogues. Anthony Kiedis explique par la suite que le groupe n'apprécie pas cette reprise et que la révocation du dernier refrain fait perdre toute sa signification à la chanson. La chanson est de nouveau reprise en 2009 par le trio de Stanley Clarke, sur l'album Jazz In The Garden.
Enfin, Under the Bridge et Give It Away sont parodiées par l'humoriste Weird Al Yankovic, en 1993, qui intitule son titre Bedrock Anthem. Flea considère que la reprise n'est « pas particulièrement drôle ».